# 当摩広島
当摩 広島（たいま/たぎま の ひろしま）は、飛鳥時代の皇族。姓（カバネ）は公。672年の壬申の乱の際、吉備国守だったが、大友皇子（弘文天皇）が遣わした使者に殺された。

## 経歴
当摩氏（当麻氏）は用明天皇の皇子である当麻皇子の子孫にあたる皇族系の氏族である。広島は壬申の乱が勃発した際、吉備国守であった。吉備に軍を発するよう命じる使者を出した大友皇子は、広島がかつて大海人皇子（天武天皇）の下についていたことから、広島も反乱に同調するのではないかと疑った。そこで大友皇子は「もし服従しない様子があったら、殺せ」と使者の樟磐手に命じた。磐手は吉備国について符（命令書）を授ける日に、広島を欺いて刀を解かせた。それから自分の刀を抜いて広島を殺した。